# باروندیا

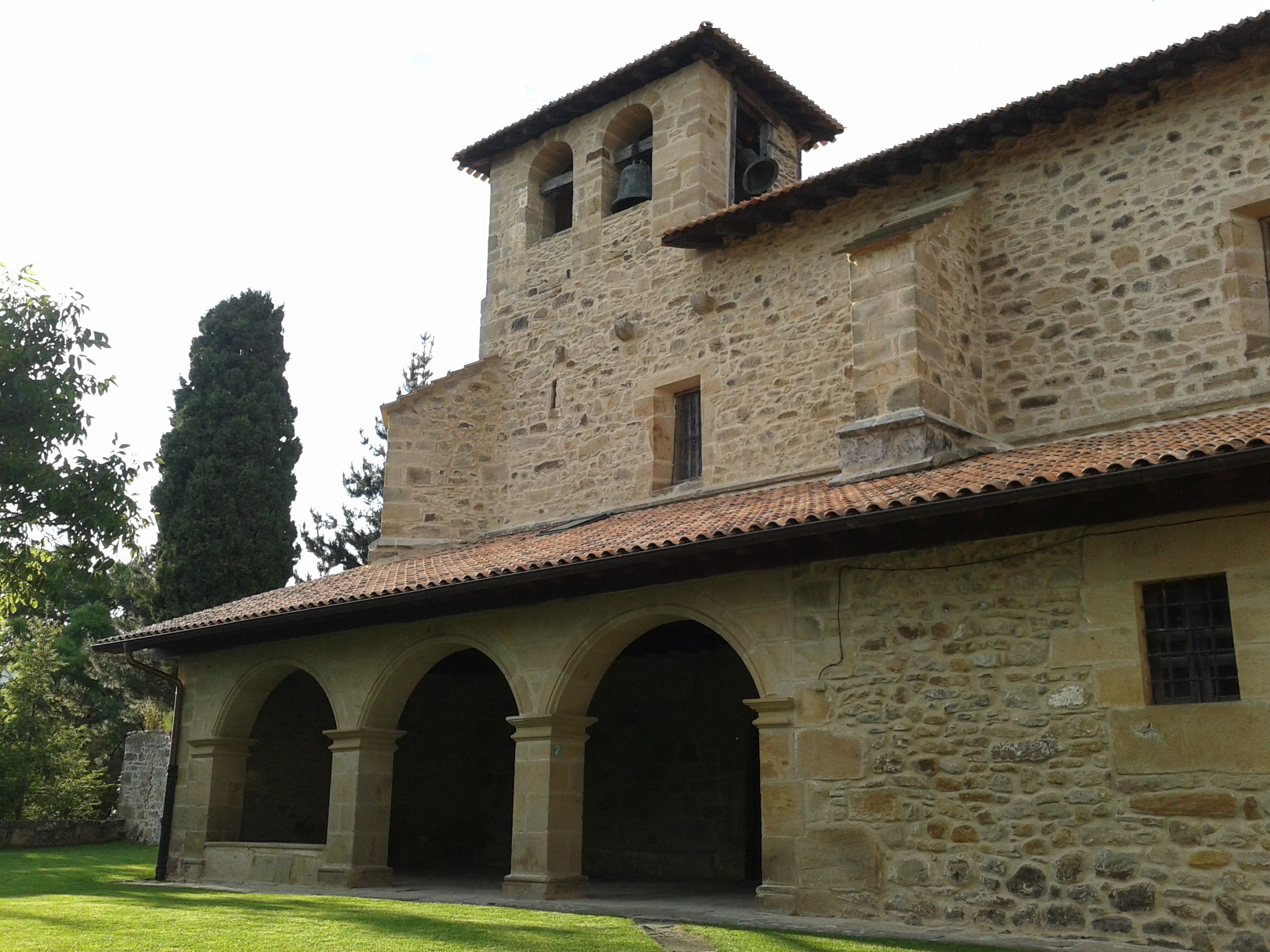
نمایی از کلیسای دهستان باروندیا در استان آلابای اسپانیا - ۲۰۱۳

باروندیا دهستانی در استان آلابای اسپانیا است.
در این دهستان ۷۹۵ نفر زندگی می‌کنند. مساحت این دهستان ۹۷٫۲۶ کیلومتر مربع است.